# Валли-дель-Пазубио
Валли-дель-Пазубио (итал. Valli del Pasubio) —коммуна в Италии, располагается в провинции Виченца области Венеция.
Население составляет 3518 человек (2008 г.), плотность населения составляет 72 чел./км². Занимает площадь 49 км². Почтовый индекс — 36030. Телефонный код — 0445.
В коммуне 15 августа особо празднуется Успение Пресвятой Богородицы.

## Демография
Динамика населения:

## Администрация коммуны
- Официальный сайт: http://www.comune.vallidelpasubio.vi.it/